# Lena Horne
Lena Mary Calhoun Horne (30 tháng 6 năm 1917 - 9 tháng 5 năm 2010) là một ca sĩ, vũ công, diễn viên và nhà hoạt động dân quyền người Mỹ. Sự nghiệp của Horne kéo dài hơn 70 năm, xuất hiện trong lĩnh vực điện ảnh, truyền hình và sân khấu. Horne tham gia dàn đồng ca của Câu lạc bộ Cotton năm 16 tuổi và trở thành nghệ sĩ biểu diễn ở hộp đêm trước khi chuyển đến Hollywood.
Trở về gốc nghề của mình là một nghệ sĩ biểu diễn hộp đêm, Horne tham gia March on Washington vào tháng 8 năm 1963 và tiếp tục hoạt động như một nghệ sĩ biểu diễn, cả trong hộp đêm và trên truyền hình trong khi các album thu âm khi phát hành được đón nhận. Bà tuyên bố giải nghệ vào tháng 3 năm 1980, nhưng năm sau bà đóng vai chính trong một chương trình dành cho một phụ nữ, Lena Horne: The Lady and Her Music, kéo dài hơn 300 buổi biểu diễn trên sân khấu Broadway. Sau đó, bà đã đi lưu diễn khắp đất nước trong chương trình, giành được nhiều giải thưởng và danh hiệu. Horne tiếp tục thu âm và biểu diễn lẻ tẻ trong những năm 1990, biến mất khỏi mắt công chúng vào năm 2000. Horne qua đời vì suy tim sung huyết vào ngày 9 tháng 5 năm 2010, ở tuổi 92.